# Jonas Carlsson Dryander
Pour les articles homonymes, voir Carlsson et Dryander.
Jonas Carlsson Dryander est un botaniste et naturaliste suédois, né le 5 mars 1748 à Göteborg et mort le 19 octobre 1810.

## Biographie
Élève de Carl von Linné (1707-1778) à l’université d'Uppsala, il se rend en Angleterre et arrive à Londres, le 10 juillet 1777.
Il fait office de botaniste et de bibliothécaire auprès de Sir Joseph Banks (1743-1820) où il succède à Daniel Solander (1733-1782). Il dirige également la bibliothèque de la Royal Society et est vice-président de la Société linnéenne de Londres.
On a de lui :
- des Mémoires, qui se trouvent dans les Transactions de la Société linnéenne
- le Catalogus bibliothecae historico-naturalis  Joseph Banksi (1796-1800), 5 volumes in-8º, ouvrage qui présente selon le Dictionnaire Bouillet la bibliographie la plus complète et la mieux faite des sciences naturelles au XIXe siècle.